# کارلوس سانتوس (هنرپیشه)
کارلوس سانتوس (انگلیسی: Carlos Santos؛ زادهٔ ۱۹۷۷) بازیگر اهل اسپانیا است.
از فیلم‌ها یا برنامه‌های تلویزیونی که وی در آن نقش داشته‌است، می‌توان به آنچه چشمانش پنهان می‌کرد، شهد پرتقال، آزمون، فرار مغزها، مرد هزارچهره و مردان پاکو اشاره کرد.